# Val Bondone - Val Caronella
Val Bondone - Val Caronella este o arie protejată (arie specială de conservare — SAC, sit de importanță comunitară — SCI) din Italia întinsă pe o suprafață de 1.500 ha, integral pe uscat.

## Localizare
Centrul sitului Val Bondone - Val Caronella este situat la coordonatele 46°06′38″N 10°04′26″E / 46.110556°N 10.073889°E.

## Înființare
Situl Val Bondone - Val Caronella a fost declarat sit de importanță comunitară în iunie 1995 pentru a proteja 26 de specii de animale. Situl a fost protejat și ca arie specială de conservare în aprilie 2014.

## Biodiversitate
Situată în ecoregiunea alpină, aria protejată conține 9 habitate naturale: Pajiști alpine și boreale, Păduri acidofile de Picea de la nivel montan la nivel alpin (Vaccinio-Piceetea), Pante stâncoase silicioase cu vegetație casmofită, Tufărișuri subarctice cu Salix spp., Păduri pe pante, grohotișuri și ravene de Tilio-Acerion, Grohotișuri silicioase de la nivelul montan până la nivelul zăpezii (Androsacetalia alpinae și Galeopsietalia ladani), Formațiuni ierboase bogate în specii de Nardus, dezvoltate pe substraturi silicioase în zone montane (și în zone submontane, în Europa continentală), Pajiști boreale și alpine pe substrat silicios, Fânețe montane.
La baza desemnării sitului se află mai multe specii protejate:
- păsări (25): uliu porumbar (Accipiter gentilis), uliu păsărar (Accipiter nisus), minunița (Aegolius funereus), potârnichea de stâncă (Alectoris graeca saxatilis), acvilă de munte (Aquila chrysaetos), cocoșul de mesteacăn (Bonasa bonasia), cojoaica de pădure (Certhia familiaris), mierla de apă (Cinclus cinclus), ciocănitoare neagră (Dryocopus martius), vânturel roșu (Falco tinnunculus), ciuvică (Glaucidium passerinum), Lagopus muta helvetica, pițigoi moțat (Lophophanes cristatus), Lyrurus tetrix tetrix, cinghiță alpină (Montifringilla nivalis), alunar (Nucifraga caryocatactes), viespar (Pernis apivorus), Prunella collaris, Ptyonoprogne rupestris, stăncuță alpină (Pyrrhocorax graculus), mărăcinar (Saxicola rubetra), huhurez mic (Strix aluco), silvie-mică (Sylvia curruca),  cocoș de munte (Tetrao urogallus), pănțărușul (Troglodytes troglodytes)
- mamifere (1): lupul (Canis lupus)

Pe lângă speciile protejate, pe teritoriul sitului au mai fost identificate 8 specii de plante, 2 specii de amfibieni, 3 specii de mamifere, 7 specii de reptile.